# فلوریا سیجیزموندی
فلوریا سیجیزموندی (ایتالیایی: Floria Sigismondi؛ زادهٔ ۱۹۶۵ میلادی) کارگردان فیلم، عکاس، فیلم‌نامه‌نویس، و کارگردان موزیک ویدئو و کارگردان تلویزیونی اهل کانادا است. وی از سال ۱۹۹۲ میلادی تاکنون مشغول فعالیت بوده‌است.
از فیلم‌ها یا مجموعه‌های تلویزیونی که وی در آن‌ها نقش داشته‌است می‌توان به فراری‌ها، دردویل، خدایان آمریکایی و سرگذشت ندیمه اشاره نمود.
او همچنین کارگردان موزیک ویدئو برای بسیاری از خوانندگان و ستارگان مشهور از جمله لئونارد کوهن، ریانا، بیورک، شریل کرو، جاستین تیمبرلیک، دیوید بویی، سیگور روس، پینک، مریلین منسون (گروه موسیقی)، الی گولدینگ، کیتی پری، د دد ودر، راکانترز، بیلی تلنت، کریستینا آگیلرا، میوز، فیونا اپل، وایت استرایپس، کیور، اینکیوبوس، آمون توبین، جیمی پیج، رابرت پلنت، سارا مک‌لاکلن، آور لیدی پیس و پرفیوم جینیس بوده‌است.